# Spodoptera lineatella
Spodoptera lineatella är en fjärilsart som beskrevs av Harvey 1875. Spodoptera lineatella ingår i släktet Spodoptera och familjen nattflyn. Inga underarter finns listade i Catalogue of Life.